# Seneschallat Carcassonne
Das Seneschallat von Carcassonne (franz. Sénéchaussée de Carcassonne) war eine administrative Gebietskörperschaft in Frankreich mit dem Hauptort Carcassonne. Wie fast alle Bailliages und Sénéchaussées war sie mittelalterlichen Ursprungs und hatte bis zur Revolution 1789 bestanden.

## Geschichte

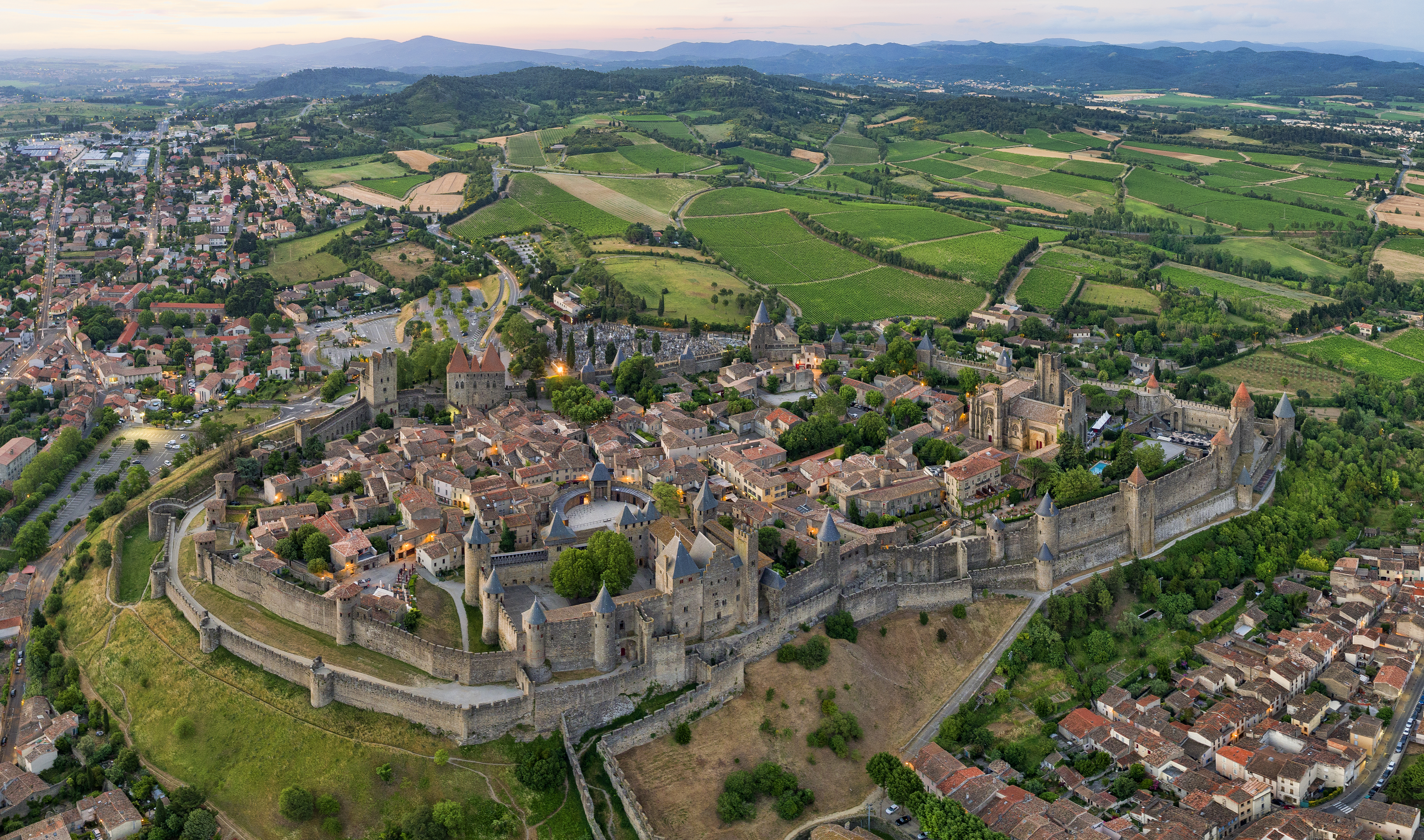
Die Cité von Carcassonne mit dem Château Vicomtal, dem Amtssitz des Seneschalls.

Das Seneschallat ist als Resultat des Albigenserkreuzzugs und des damit verbundenen Falls des Hauses Trencavel entstanden. Bereits der Anführer des Kreuzzuges, Simon de Montfort (X 1218), hat in den von ihm unterworfenen Gebieten Seneschalle zur Verwaltung eingesetzt, wie es bereits in Nordfrankreich von den Königen praktiziert worden ist. Nachdem sein Sohn Amalrich († 1241) im Jahr 1224 die ihm zugefallenen Erbrechte der französischen Krone übertragen hatte, wurden die Eroberungen Montforts fortan als Bestandteil der königlichen Domäne behandelt, aber erst König Ludwig VIII. hat nach seinem Feldzug von 1226 die alten Trencavel-Lehen unterwerfen und der Krondomäne eingliedern können. Die hier nun eingesetzten Seneschalle amtierten fortan als Sachwalter der Könige.
1240 hat der letzte Erbe der Trencavel den Versuch unternommen, die Lehen seiner Familie zurückzuerobern, doch konnte er die vom Seneschall verteidigte Cité von Carcassonne nicht erobern und musste schließlich vor einem heranziehenden königlichen Entsatzheer kapitulieren.
Im Amtsbereich des Seneschallats waren die alten Grafschaften von Carcassonne, von Béziers und von Agde zusammengefasst, es berührte aber auch Gebiete jenseits von ihnen. Insgesamt umfasste es die Diözesen von Carcassonne, Béziers, Agde, Lodève und ab 1317 von Narbonne. Weiterhin unterstand dem Seneschall in der Diözese Toulouse das Land von Mirepoix und das der Abtei (ab 1297 Bistum) von Pamirs. Amtssitz des Seneschalls war das alte vizegräfliche Schloss in der Cité. Seit Mitte des 16. Jahrhunderts war dem Seneschallat die Generalität von Toulouse übergeordnet. 1528 wurde die Diözese Béziers mit jener von Agde und Lodève als neues Seneschallat von Carcassonne abgetrennt, wie auch 1642 in Limoux eines eingerichtet wurde.
Im März 1790 wurde das Seneschallat aufgelöst und in das neugeschaffene Département Aude eingegliedert.

### Amtsträger (Auswahl)
- Philippe Goloin (1226)
- Pierre Sanglier (um 1228)
- Eudes Le Queux (1228–1235)
- Jean de Fricamps (1236–1239)
- Guillaume d’Ormois (1239–1243)
- Hugues d’Arcis (1243–1245)
- Jean d’Escrennes (1246–1248)
- Guillaume de Pian (1248–1254)
- Pierre de Voisins (1254)
- Pierre d’Auteuil (1254–1263)
- Thomas de Montliard (1264–1265)
- Arnoul de Courfraud (1265)
- Guillaume de Cohardon (1266–1272)
- Jean de La Couture (1273)
- Guillaume de Cohardon (1274–1276, 2. Amtszeit)
- Philippe de Mons (1278–1284)
- Gui de Nanteuil (1285)
- André Hercule de Rosset de Rocozel († 1788), Marquis de Perpignan, Duc de Fleury (letzter Seneschall)